# 익릉
익릉(翼陵)은 조선 제19대 왕인 숙종의 정비인 인경왕후의 능이다. 대한민국 경기도 고양시 용두동에 있으며, 서오릉의 하나로 1970년 5월 26일 사적 제198호로 지정되었다.

## 개요
숙종의 원비인 인경왕후 김씨는 광성부원군 김만기의 딸로 현종 2년 1661년 9월 3일 태어났다. 10세 때인 현종 11년 1670년에 세자빈으로 간택되어 입궁하게 되었다. 1674년 현종이 승하하고 숙종이 조선 19대 왕으로 즉위하자 왕비가 되었다. 20세 때인 숙종 6년 1680년 10월에 천연두 증세를 보이며 앓기 시작하여, 발명 8일 만인 숙종 6년 1680년 10월 26일 승하하였다.
현재의 위치에 능을 조성하고 능호를 익릉이라 하였다. 숙종 연간에는 왕릉의 능제를 단순화하고 석물을 간소하게 제작하도록 명하였으나, 그 이전에 만들어진 능묘이므로, 국조오례의의 제도를 따르고 임진왜란 이후의 양식을 나타내고 있다.

## 같이 보기
- 사씨남정기